# Langdon (Dakota du Nord)
Pour les articles homonymes, voir Langdon.
La ville de Langdon est le siège du comté de Cavalier, dans l’État du Dakota du Nord, aux États-Unis. Sa population, qui s’élevait à 1 878 habitants lors du recensement de 2010, est estimée à 1 752 habitants en 2019.

## Histoire
La localité dispose d’un bureau de poste depuis 1886. La ville a été nommée d’après Robert Bruce Langdon, un homme politique et officiel des chemins de fer.
Langdon a été incorporée en 1885 en tant que city. Elle avait été désignée siège du comté l’année précédente.

## Démographie
| 1890 | 1900  | 1910  | 1920  | 1930  | 1940  |
| ---- | ----- | ----- | ----- | ----- | ----- |
| 291  | 1 188 | 1 214 | 1 228 | 1 221 | 1 546 |

| 1950  | 1960  | 1970  | 1980  | 1990  | 2000  |
| ----- | ----- | ----- | ----- | ----- | ----- |
| 1 838 | 2 151 | 2 182 | 2 335 | 2 241 | 2 101 |

| 2010  | - | - | - | - | - |
| ----- | - | - | - | - | - |
| 1 878 | - | - | - | - | - |

## Galerie photographique

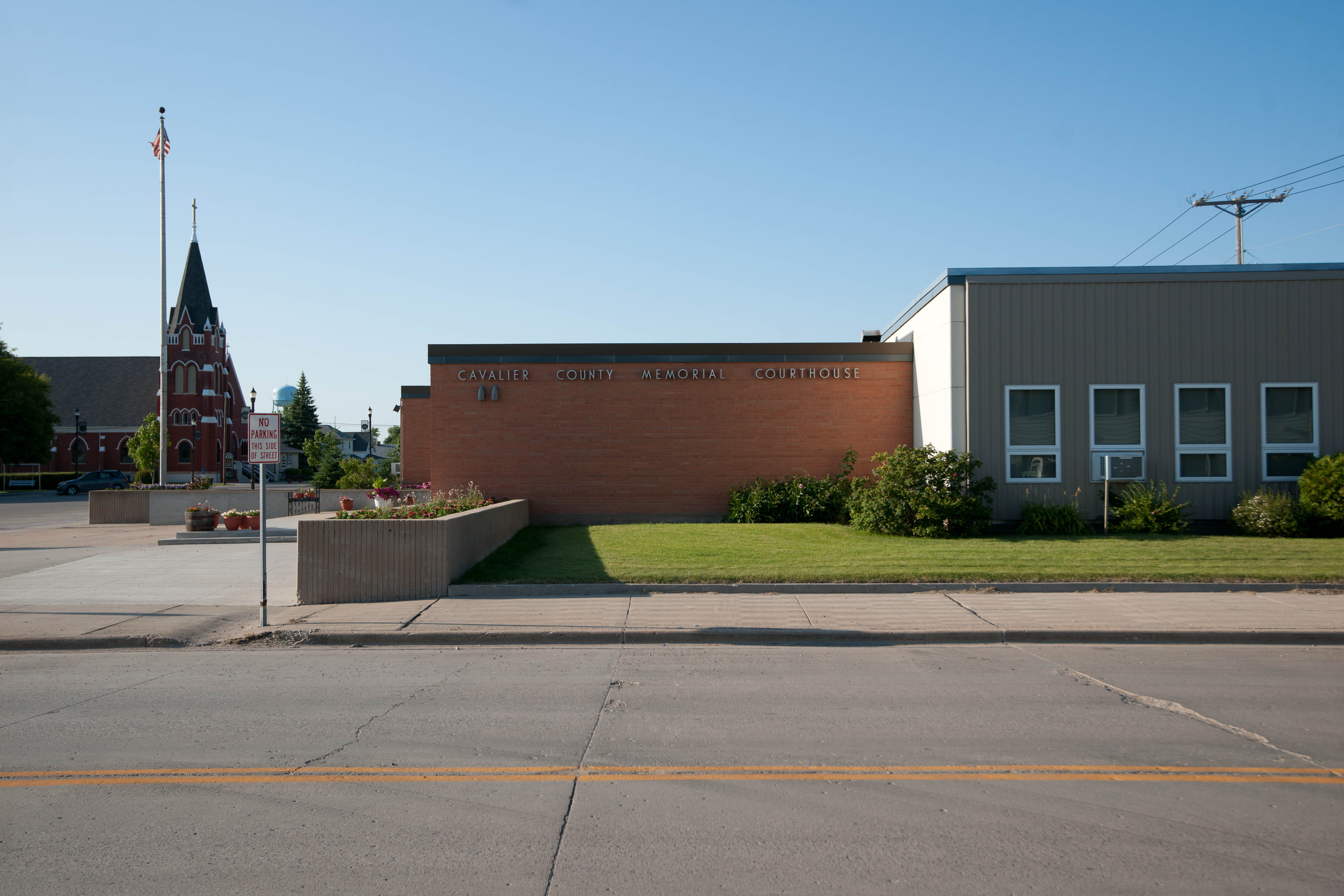
La cour de justice du comté